# Trattato di Zurigo e Londra
Il trattato di Zurigo e Londra, finalizzato alla nascita dello Stato indipendente di Cipro, mosse i suoi primi passi il 19 febbraio 1959 con l'intesa di massima raggiunta nella Lancaster House di Londra tra Turchia, Grecia e Regno Unito, alla presenza del leader greco-cipriota, l'arcivescovo Makarios III, e di quello turco-cipriota, il dott. Fazıl Küçük. In base a quell'intesa fu elaborata una Costituzione e ci si accordò per un ulteriore trattato di alleanza e garanzia da firmare a Zurigo l'11 febbraio 1960.

## Contenuto
Cipro fu di conseguenza proclamato repubblica presidenziale indipendente il 16 agosto 1960. Ma la natura delle potenze garanti di tale trattato - pur non potendo essere ricondotta alla superata nozione di protettorato - mantenne un fondo di ambiguità nella vita istituzionale della Repubblica. 
L'utilizzo nel trattato di Zurigo e Londra del termine "azione", per restaurare l'ordine costituzionale eventualmente provocato da uno dei firmatari, non chiarì mai di che natura potesse essere l'intervento correttivo, lasciando aperta ogni possibilità d'interpretazione (intervento di polizia interna o militare).

## Seguiti
A seguito del fallimento del trattato nel 1963, provocato dal tentativo della componente greca di alterare violentemente la Costituzione dell'isola e attuare l'Enōsis (Unione) con la Grecia, grazie al colpo di Stato militare attuato nel 1974 dalla Guardia nazionale cipriota, forte del sostegno garantito dal regime dei colonnelli in Grecia, le forze armate turche intervennero in attuazione di quella parte del trattato che legittimava l'intervento di ognuno dei garanti, in caso di violenta alterazione degli equilibri costituzionali.
Le forze turche occuparono però una percentuale di territorio maggiore rispetto alla consistenza numerica relativa dei turco-ciprioti , e la mancanza di un accordo tra le due comunità ha comportato il fatto che la comunità greco-cipriota si ritiene ancora legata alla Costituzione di Cipro del 1960, mentre quella turco-cipriota ritiene quella Costituzione non più esistente, dopo la dichiarazione d'indipendenza da loro voluta della Repubblica Turca di Cipro Nord del 1983.